# Dom Kwiatów

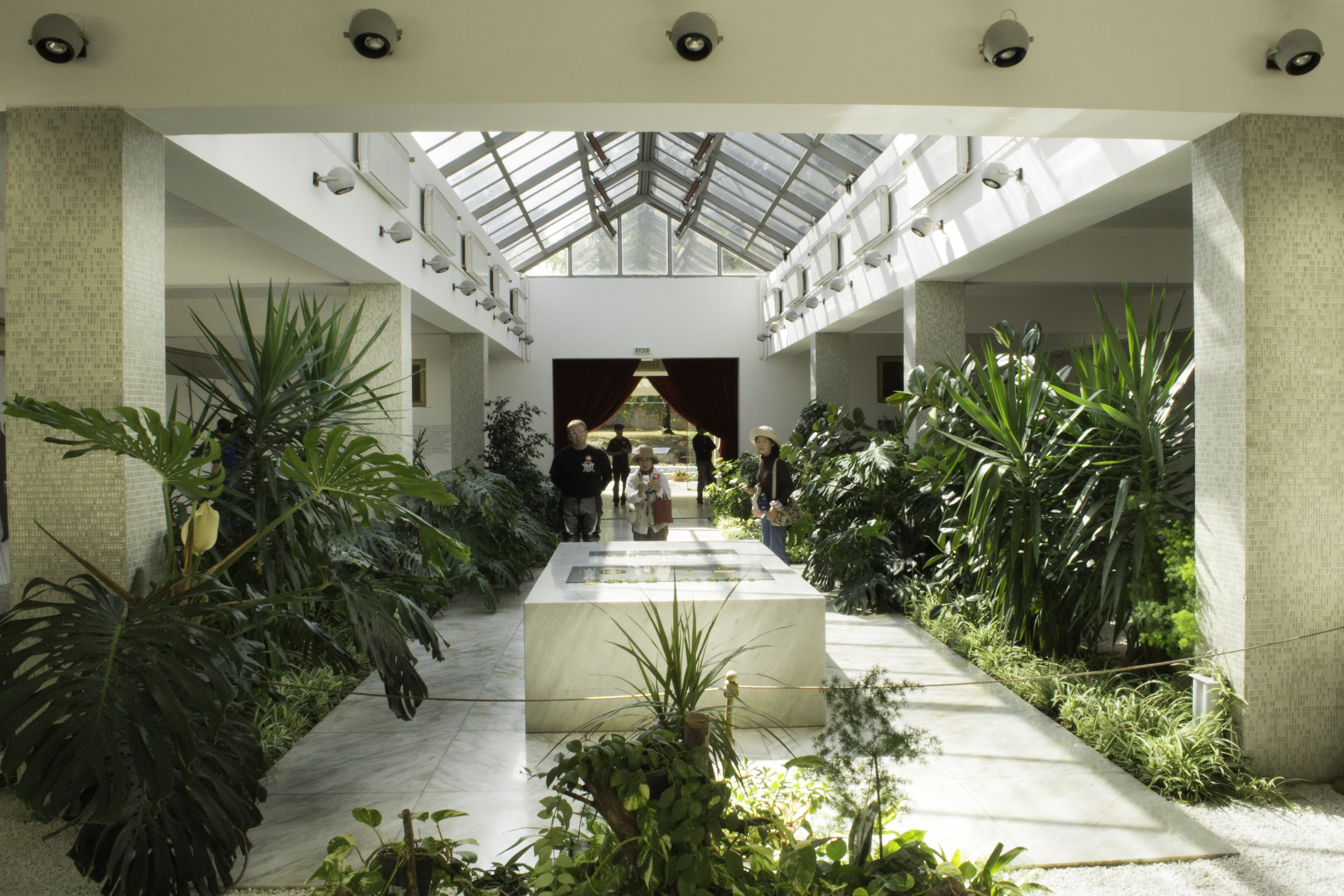
Dom Kwiatów – grób Josipa Broz Tito

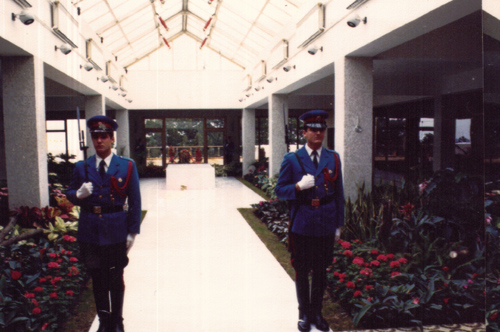
Warta żołnierzy JNA przy grobie w latach 80. XX wieku

Dom Kwiatów (srb.-chor. Kuća cveća, Kuća cvijeća, Кућа цвећа, mac. Куќа на цвеќето, słow. Hiša cvetja) – mauzoleum Josipa Broza Tity znajdujące się w Belgradzie, w dzielnicy Dedinje (Дедиње). Jest częścią kompleksu Muzeum Historii Jugosławii.
Budynek mauzoleum został wybudowany w 1975 roku, autorem projektu był Stjepan Kralj. Służył jako ogród zimowy przywódcy SFR Jugosławii, który tuż obok miał swoją rezydencję. W środku znajdowała się fontanna, pokoje do pracy i wypoczynku, biblioteka oraz taras z widokiem na Belgrad. Niedługo przed śmiercią Tito wyraził życzenie, aby pochowano go właśnie w tym miejscu; gdy zmarł 4 maja 1980 roku w Lublanie zdecydowano się uszanować jego wolę (choć pojawiały się inne propozycje pochówku, m.in. w jego rodzinnym mieście).
Cztery dni po śmierci odbył się tutaj pogrzeb marszałka z udziałem setek zagranicznych gości. Tito spoczął w miejscu, gdzie dotychczas znajdowała się fontanna, a przy jego grobie stanęła nieustanna warta honorowa Jugosłowiańskiej Armii Ludowej. Miejsce stało się celem pielgrzymek ludzi z całej Jugosławii; do dzisiaj miłośnicy marszałka spotykają się przy grobie w rocznicę jego śmierci i urodzin. W sumie od 1980 do 2012 roku mauzoleum mogło odwiedzić 17 milionów wizytujących, mimo że przez kilka lat w okresie rozpadu starej Jugosławii obiekt był zamknięty. Wtedy też, 4 maja 1992 roku, po raz ostatni przy grobie stała warta JNA, choć mauzoleum pozostało w zarządzie wojska aż do rozwiązania federacji Serbii i Czarnogóry i dopiero potem przeszło pod opiekę Ministerstwa Kultury Republiki Serbii.
W 2013 roku obok Josipa Broz pochowano jego małżonkę, Jovankę Broz.
Obecnie zwiedzający mogą obejrzeć, oprócz grobów małżeństwa Broz, kolekcję obejmującą jego rzeczy osobiste, zdjęcia, biurko, a także pamiątkowe pałeczki z tzw. Sztafety Młodości (Štafeta mladosti), odbywającej się w dniu oficjalnych urodzin Tito od 1945 do 1988 roku.